# トラルフ・エンヤン
トラルフ・エンヤン（Toralf Engan、1936年10月1日 - ）は、ノルウェー中部ソール・トロンデラーグ県メルダル出身の元スキージャンプ選手。1950年代後半から1960年代前半にかけて活躍した。

## プロフィール
1956年のジャンプ週間インスブルック大会で国際大会にデビュー。
1960年スコーバレーオリンピックには選出されなかった。
しかし同年のホルメンコーレンスキー大会でオリンピック金メダリストのヘルムート・レクナゲルに次いで2位となった。
1961年にはノルウェー選手権で優勝、1961年から1963年にかけてスウェーデン国際スキー大会で3連覇を達成、1962年ノルディックスキー世界選手権で70m級金メダルを獲得した（90m級では4位）。さらに同年のホルメンコーレン大会でも優勝し、ホルメンコーレン・メダルを受賞した。
また、1962/63シーズンのジャンプ週間では初戦から3連勝して総合優勝を果たすなど世界トップクラスのジャンパーに君臨した。
満を持して臨んだ1964年インスブルックオリンピックではフィンランドのヴェイッコ・カンコネンと激しく競うこととなった。
70m級ではカンコネンが金メダル、エンヤンはわずかに及ばず銀メダルとなった。
かつて彼が国際大会デビューしたベルクイーゼルで行われた90m級でエンヤンはカンコネンに雪辱し金メダルを獲得した。
翌1965年のジャンプ週間、同じインスブルックで8位となった。1966年、地元オスロでの世界選手権で70m級34位、90m級10位の成績を残して現役引退、翌1967年から1969年までナショナルチームのコーチを務めた。